# Campoussy
Campoussy là một xã ở tỉnh Pyrénées-Orientales trong vùng Occitanie, phía nam nước Pháp. Khu vực này có độ cao từ 391-1144 mét trên mực nước biển.